# Pat McGrath
 Patricia Ann McGrath, DBE (* 11. Juni 1966 in Northampton, England) ist eine britische Visagistin und Gründerin. Sie ist die erste Maskenbildnerin, die zur Dame Commander des Order of the British Empire gewählt wurde.

## Leben und Werk
McGrath wurde als Tochter einer jamaikanischen Einwanderin in Northampton geboren. Sie absolvierte keine professionelle Ausbildung in der Kosmetikbranche, erhielt jedoch im Alter von 17 Jahren einen Abschluss in Kunst und Design am Northampton College. Danach zog sie nach London und arbeitete dort für das Magazin i-D mit dem Stylisten Edward Enninful zusammen. Im Jahr 1997 wurde sie Kreativdirektorin bei Aveda Beauty, 1998 bei Shiseido, 1999 Global Color Creative Design Direktorin bei L’Oréal Prestige und Global Creative Direktorin bei Giorgio Armani Cosmetics. 2004 wurde sie Creative Design Director für die Procter & Gamble Beauty Division, wo sie die Make-up-Marken von Dolce & Gabbana, Max Factor und CoverGirl kuratierte.
2015 gründete sie das Unternehmen Pat McGrath Labs, welches 2019 zu einem Unternehmen im Wert von über einer Milliarde Dollar wurde.
Bei der britischen Ausgabe der Vogue wurde sie 2017 Chefredakteurin für Beauty. Sie arbeitete als Visagistin für die amerikanische, englische und französische Ausgabe der Vogue, W, Harper’s Bazaar in Zusammenarbeit mit den Fotografen Steven Meisel, Paolo Roversi, Helmut Newton und Peter Lindbergh. Sie wirkte an den Modeschauen für Prada, Miu Miu, Comme des Garçons, Dolce und Gabbana und an den Werbekampagnen für Calvin Klein, Jil Sander, Elizabeth Arden Parfum und Clinique mit.

## Auszeichnungen (Auswahl)
- 2004: Award for Fashion Creator, British Fashion Council (BFC)
- 2013: Mode-Innovator des Jahres, Wall Street Journal
- 2014: Member des Order of the British Empire (MBE)
- 2017: Mode-Innovator des Jahres, Wall Street Journal
- 2017: Isabella Blow Award for Fashion Creator[5]
- 2017: Founder's Award, Council of Fashion Designers of America (CFDA)[6]
- 2019: Most Influential People 2019,  Time-Magazin[7][8]
- 2021: Dame Commander des Order of the British Empire (DBE)[9][10]